# Оникіївська сільська рада
Оникіївська сільська рада — колишній орган місцевого самоврядування в Новоукраїнському районі Кіровоградської області з адміністративним центром у с. Оникієве.

## Населені пункти
Сільській раді підпорядковані населені пункти:
- с. Оникієве
- с. Пасічне
- с. Новокрасне
- с. Новомихайлівка
- с. Новооникієве

## Склад ради
Рада складається з 16 депутатів та голови.

### Керівний склад ради
| ПІБ                    | Основні відомості                                                    | Дата обрання | Дата звільнення |
| ---------------------- | -------------------------------------------------------------------- | ------------ | --------------- |
| Палій Валерій Іванович | Сільський голова, 1972 року народження, освіта, член народної партії | 26.03.2006   | 01.10.2008      |
| Воєвода Інна Борисівна | Сільський голова, 1972 року народження, освіта, позапартійна         | 15.03.2009   | 31.10.2010      |
| Воєвода Інна Борисівна | Сільський голова, 1972 року народження, освіта вища, позапартійна    | 31.10.2010   |                 |

Примітка: таблиця складена за даними джерела

## Населення
Згідно з переписом УРСР 1989 року чисельність наявного населення сільської ради становила 2323 особи, з яких 1155 чоловіків та 1168 жінок.
За переписом населення України 2001 року в сільській раді мешкало 2079 осіб.

### Мова
Розподіл населення за рідною мовою за даними перепису 2001 року:
| Мова       | Відсоток |
| ---------- | -------- |
| українська | 96,02 %  |
| російська  | 2,30 %   |
| білоруська | 0,91 %   |
| молдовська | 0,48 %   |
| вірменська | 0,24 %   |